# Alice Braga
Alice Braga Moraes (født 15. april 1983 i São Paulo, Brasilien) er en brasiliansk skuespillerinde.
Hun blev berømt for sin rolle som Angelica i City of God og spiller også en birolle i filmen I Am Legend, samt en af hovedrollerne i Predators. 
For sin rolle i filmen Cidade Baixa, vandt hun flere priser. Herunder i filmfestivalen i Verona.
Braga er niece af Sonia Braga.

## Filmografi
- Trampolim (1998) – Cláudia
- Cidade de Deus (2002) – Angélica
- Solo Dios sabe (2005) – Dolores
- Cidade Baixa (2005) – Karinna
- Journey to the End of the Night (2006) – Monique
- O Cheiro do Ralo (2006) – Garçonete Dois
- I Am Legend (2007) – Anna
- Redbelt (2008) – Sondra Terry
- Blindness (2008) – 'kvinde med solbriller'
- Repo Men (2010) – Beth
- Predators (2010) – Isabelle
- Elysium (2013)- Frey Santiago